# Droga wojewódzka nr 456
Droga wojewódzka nr 456 (DW456) – droga wojewódzka łącząca drogę wojewódzką nr 304 z portem lotniczym Zielona Góra - Babimost. Jej długość wynosi 571 metrów.